# Département de Chicoana
Le département de Chicoana est une des 23 subdivisions de la province de Salta, en Argentine. Son chef-lieu est la ville de Chicoana.
Le département s'étend sur 910 km2. Sa population s'élevait à 18 248 habitants au recensement de 2001 ; sa densité était de 20,1 hab./km2.
Les localités principales sont Chicoana et El Carril

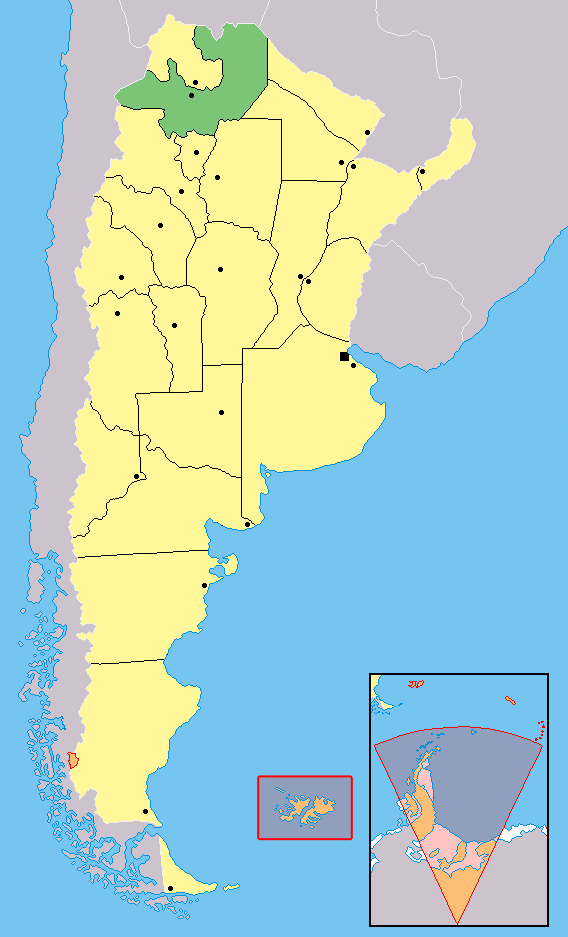
Localisation de la province de Salta en Argentine